# Scopula cassioides
Scopula cassioides är en fjärilsart som beskrevs av Louis Beethoven Prout 1932. Scopula cassioides ingår i släktet Scopula och familjen mätare. Inga underarter finns listade.